# Адміністративний устрій Івано-Франківської області
Івано-Франківська область займає площу 13928 км², населення станом на 01.01.2018 становило 1 377 496 жителів. Історична дата утворення Івано-Франківської області: 27 листопада 1939 року з 10 повітів Станиславівського воєводства утворена Станіславська область. У складі Івано-Франківської області 6 районів. Всього в області 15 міст, 24 селища міського типу, 765 сільських населених пунктів, з них 20 селищ, 745 сіл.

## Устрій

### Верховинський район

- Зеленська сільська громада
- Білоберізька сільська громада
- Верховинська селищна громада

### Івано-Франківський район
- Івано-Франківська міська громада
- Бурштинська міська громада
- Галицька міська громада
- Рогатинська міська громада
- Тлумацька міська громада
- Тисменицька міська громада
- Богородчанська селищна громада
- Солотвинська селищна громада
- Більшівцівська селищна громада
- Букачівська селищна громада
- Обертинська селищна громада
- Єзупільська селищна громада
- Лисецька селищна громада
- Дзвиняцька сільська громада

- Старобогородчанська сільська громада
- Дубовецька сільська громада
- Олешанська сільська громада
- Загвіздянська сільська громада
- Угринівська сільська громада
- Ямницька сільська громада

### Калуський район

- Болехівська міська громада
- Калуська міська громада
- Долинська міська громада
- Вигодська селищна громада
- Войнилівська селищна громада
- Брошнів-Осадська селищна громада
- Перегінська селищна громада
- Рожнятівська селищна громада
- Витвицька сільська громада
- Верхнянська сільська громада
- Новицька сільська громада
- Дубівська сільська громада
- Спаська сільська громада

### Коломийський район

- Коломийська міська громада
- Городенківська міська громада
- Снятинська міська громада
- Чернелицька селищна громада
- Гвіздецька селищна громада
- Отинійська селищна громада
- Печеніжинська селищна громада
- Заболотівська селищна громада
- Коршівська сільська громада
- Матеївецька сільська громада
- Нижньовербізька сільська громада
- Підгайчиківська сільська громада
- П'ядицька сільська громада

### Косівський район

- Косівська міська громада
- Кутська селищна громада
- Яблунівська селищна громада
- Космацька сільська громада
- Рожнівська сільська громада

### Надвірнянський район

- Яремчанська міська громада
- Надвірнянська міська громада
- Ворохтянська селищна громада
- Делятинська селищна громада
- Ланчинська селищна громада
- Поляницька сільська громада
- Пасічнянська сільська громада
- Переріслянська сільська громада

## Історія
11 листопада 1940 р. скасовано Делятинський район.
16 листопада 1940 р. Новичанський район перейменований в Перегінський район.
06.06.1957 ліквідовано Вигодський, Жовтневий, Кутський, Печеніжинський та Чернелицький райони (в області залишився 31 район). 11.03.1959 ліквідовані Букачівський, Коршівський, Перегінський, Станіславський та Солотвинський райони (залишилося 26 районів). 
У листопаді 1962 р. перейменована Станіславська область в Івано-Франківську (як і саме місто Івано-Франківськ).
30 грудня 1962 р. ліквідовано 20 районів: Болехівський, Більшівцівський, Бурштинський, Войнилівський, Гвіздецький, Жаб’євський, Заболотівський, Ланчинський, Лисецький, Надвірнянський,Обертинський, Отинянський, Рогатинський, Рожнятівський, Снятинський, Станіславський, Тлумацький, Тисменецький, Яблунівський та Яремчанський.
Станом на початок 1963 р. в області було 6 сільських районів — Богородчанський, Галицький, Городенківський, Калуський, Коломийський, Косівський та 1 промисловий (Верховинський). 28 жовтня 1963 року Верховинський пром. район ліквідовано та утворено Долинський промисловий район.
4 січня 1965 р. Долинський промисловий район ліквідовано і відновлено Долинський район, тоді ж відновлено й Надвірнянський, Рогатинський, Рожнятівський, Снятинський, Тлумацький райони.
Так завершилося районування: кількість районів — 12 при двох містах обласного підпорядкування, але пізніше було утворено ще 2 райони (8 грудня 1966 р. було створено Верховинський та Івано-Франківський райони) та надано статус міст обласного підпорядкування Калушу (1972), Болехову (1993), Яремчу та Бурштину (2014).
У 1982 р. Івано-Франківський район перейменовано на Тисменицький.

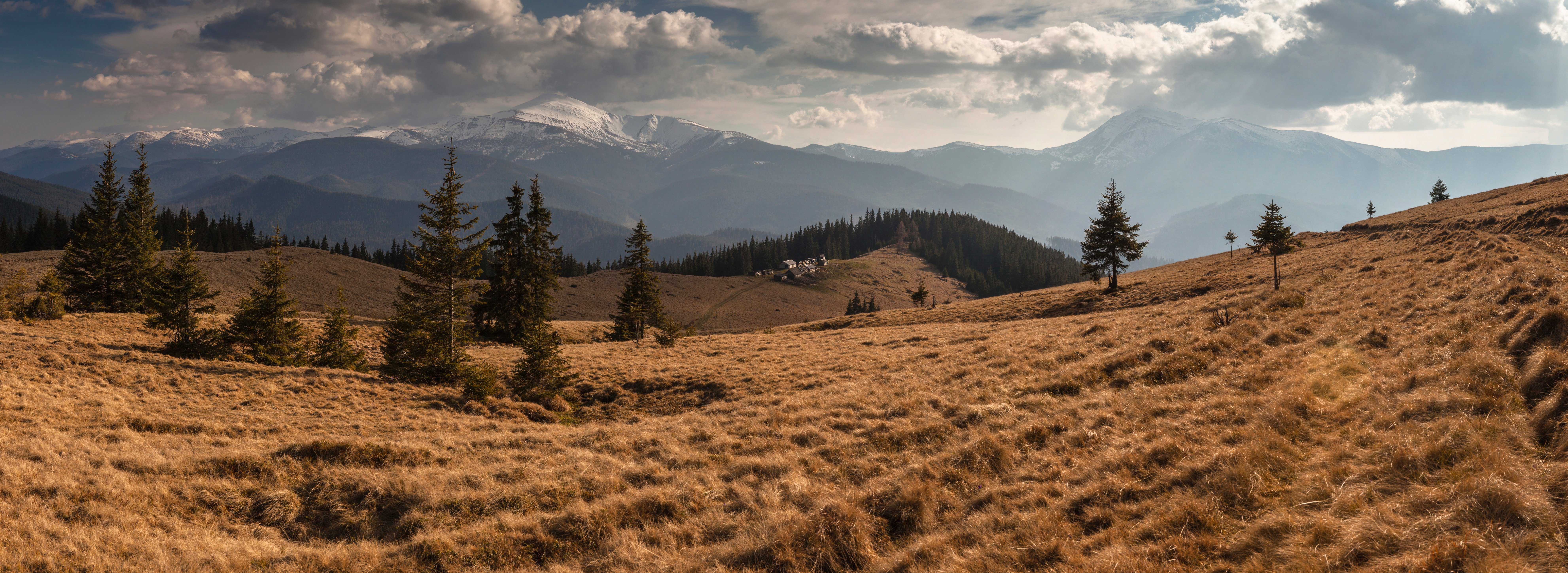
Полонина Григорівка

Відповідно до проекту № 3650 адміністративної реформи 2020 замість 14 районів до складу області будуть входити лише 6 (Івано-Франківський, Калуський, Надвірнянський, Коломийський, Косівський, Верховинський).